# Súrjavarman II.

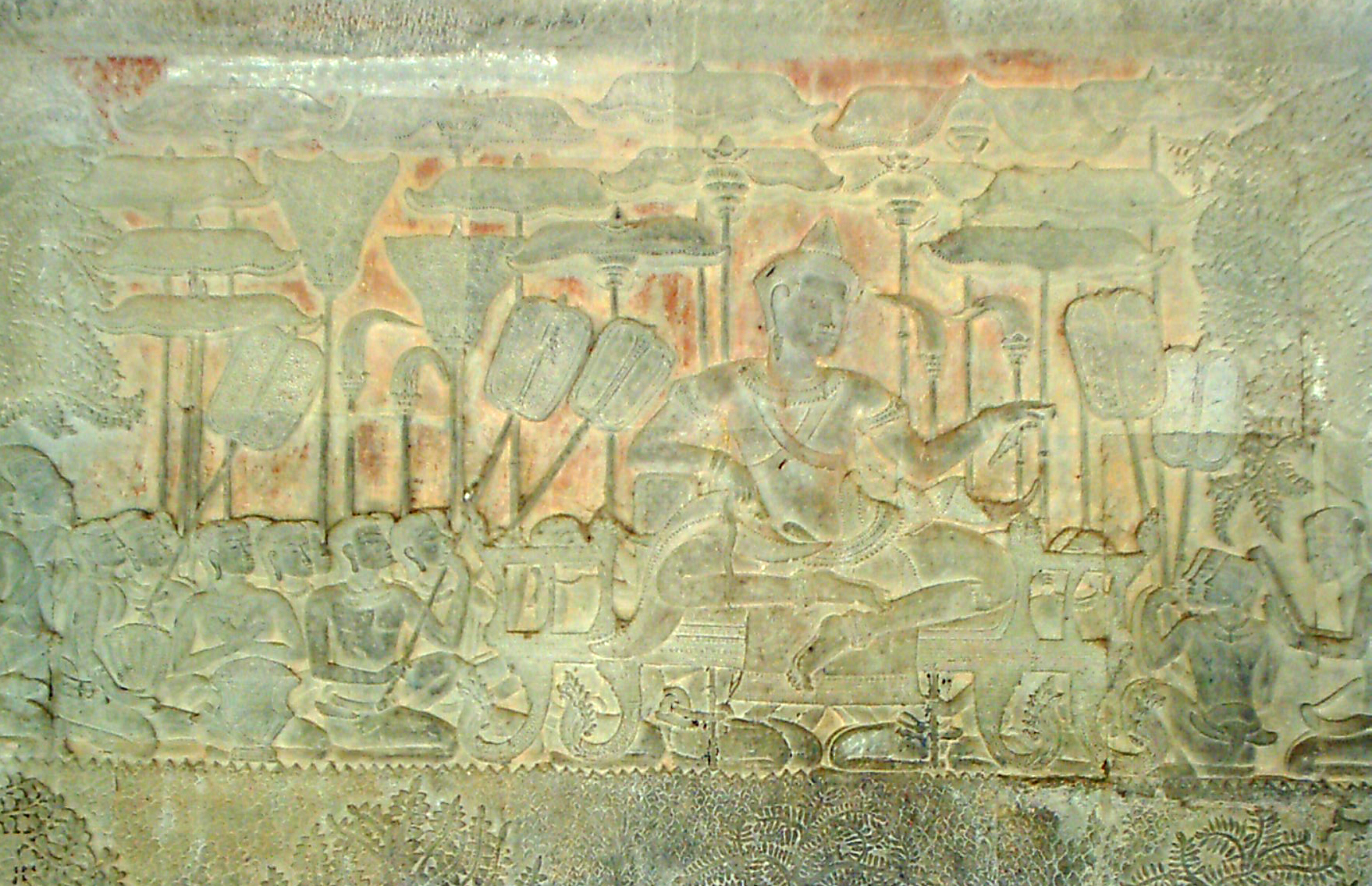
Basreliéf v Angkor Watu se zobrazení Súrjavarmana II.

Súrjavarman II. byl v rozmezí let 1113 až 1145/1150 králem Khmerské říše. Nechal postavit Angkor Vat, původně hinduistický chrám zasvěcený Višnuovi, jednomu z trojice hlavních hinduistických bohů, Trimúrti. Období jeho vlády bylo příznačné stavebním rozvojem, válečnými výpravami (neúspěně bojoval se státem Đại Việt a Čamy), upevňováním jednoty říše i jejím kulturním rozmachem. O jeho životě a činech informují mnohé nápisy na stavbách, nápisy o konečném období jeho vlády však nebyly nalezeny; jeho přesná doba ani příčina smrti tak není známa. Po jeho smrti se moci chopil jeho synovec Dharaníndravarman II.